# Чајна Гроув (Тексас)
Чајна Гроув (енгл. China Grove) град је у америчкој савезној држави Тексас. По попису становништва из 2010. у њему је живело 1.179 становника.

## Демографија
Према попису становништва из 2010. у граду је живело 1.179 становника, што је 68 (5,5%) становника мање него 2000. године.
| Група             | 2000.       | 2010.       |
| Белци             | 881 (70,6%) | 693 (58,8%) |
| Афроамериканци    | 74 (5,9%)   | 73 (6,2%)   |
| Азијати           | 1 (0,1%)    | 4 (0,3%)    |
| Хиспаноамериканци | 281 (22,5%) | 406 (34,4%) |
| Укупно            | 1.247       | 1.179       |